# Scyllarides aequinoctialis
Scyllarides aequinoctialis är en kräftdjursart som först beskrevs av Lund 1793.  Scyllarides aequinoctialis ingår i släktet Scyllarides och familjen Scyllaridae. IUCN kategoriserar arten globalt som livskraftig. Inga underarter finns listade i Catalogue of Life.